# Herbert Morham

Das Wappen von Herbert Morhams Vater Thomas Morham der Ältere

Sir Herbert Morham († 7. September 1306 in London) war ein schottischer Ritter und Rebell.

## Herkunft
Herbert Morham entstammte einer Seitenlinie der Familie Malherbe, die sich nach Morham in East Lothian benannte. Er war ein Sohn von Thomas Morham dem Älteren, einem Landbesitzer mit Besitzungen bei Stenhouse, Dunipace, Garth und Castlerankine. Er wurde zum Ritter geschlagen, dabei galt er als größter und bestaussehender schottischer Ritter seiner Zeit.

## Rolle im Schottischen Unabhängigkeitskrieg
Während des Schottischen Unabhängigkeitskriegs kämpfte er in der Schlacht von Falkirk 1298 auf schottischer Seite, während sein Vater auf englischer Seite kämpfte. Er entkam der schottischen Niederlage und befehligte 1299 die schottischen Truppen, die unter dem Kommando seines Vaters und des mit ihm verwandten Gilbert Malherbe Stirling Castle belagerten. Während der Belagerung entführte er die verwitwete Joan de Clare, Countess of Fife, die mit dem englischen König verwandt war und die ohne Geleit auf dem Weg nach Edinburgh war. Er brachte sie zum Haus seines Bruders Thomas Morham dem Jüngeren nach Castlerankine. Dort versuchte er vergeblich, sie zu einer Heirat mit ihm zu zwingen, um so in den Besitz ihrer Güter zu kommen. Spätestens vor dem 22. April 1299 geriet Morham in englische Gefangenschaft und war gezwungen, sich dem englischen König Eduard I. zu unterwerfen. Im Februar 1300 gehörte er vermutlich zur englischen Besatzung von Edinburgh Castle. Im Sommer 1301 bewegte aber der vom Guardian John de Soules geführte erfolgreiche Kleinkrieg gegen die Engländer Morham und andere Barone dazu, wieder auf die schottische Seite zu wechseln. Morham zu den Kommandanten eines Teils der schottischen Armee, als zwei englische Armeen 1301 in Südschottland einmarschierten. Zusammen mit Simon Fraser und Alexander Abernethy störte er von Stonehouse bei Strathaven in Lanarkshire aus die Verbindungen zwischen den beiden englischen Armeen. Dies führt mit dazu, dass sich die Armeen nicht wie geplant vereinen konnten.

## Gefangenschaft und Hinrichtung
Im Kampf gegen die Engländer gerieten Morham und sein Vater Thomas, der ebenfalls wieder auf schottischer Seite gekämpft hatte, in englische Gefangenschaft. Sie wurden im Tower of London eingekerkert. Als sich Anfang 1304 fast alle verbliebenen schottischen Rebellen dem englischen König unterwarfen, wurden Herbert Morham und sein Vater von der Kapitulation ausgenommen. Als im März 1306 Robert Bruce sich zum König der Schotten erklärte und somit die Rebellion gegen die englische Oberherrschaft fortsetzte, schloss sich ihm Morhams früherer Kampfgefährte Simon Fraser ihm an. Morham soll seinen Kopf gewettet haben, dass Fraser nicht in Gefangenschaft geraten würde. Als Fraser dennoch gefangen genommen wurde, befahl der rachsüchtige englische König seine Hinrichtung. Morham wurde wenige Stunden vor Frasers Hinrichtung zusammen mit seinem Knappen Thomas du Boys gehängt.